# L'età meravigliosa
L'età meravigliosa o Anna di Avonlea (Anne of Avonlea) è un romanzo della scrittrice canadese Lucy Maud Montgomery, pubblicato nel 1909. È il secondo libro della saga di Anna dai capelli rossi e narra i due anni della vita di Anne Shirley, successivi a quelli narrati nel primo libro, ossia l'età meravigliosa della prima giovinezza, durante la quale la protagonista presta servizio come insegnante presso la scuola di Avonlea.

## Genesi del romanzo
Dai diari personali dell'autrice, emerge che Lucy Maud Montgomery pensò di scrivere Anne di Avonlea già prima che uscisse il primo volume della saga di Anne Shirley. La stesura del secondo romanzo tenne occupata la scrittrice dall'ottobre 1907 all'agosto 1908, che terminò di scrivere Anne di Avonlea poco dopo la pubblicazione del primo volume (avvenuto due mesi prima, a giugno).

Il romanzo, incentrato sulla carriera di Anne come insegnante, è dedicato a una vecchia maestra della Montgomery, Hattie Gordon Smith. La dedica recita:
Alla mia insegnante
HATTIE GORDON SMITH
in grato ricordo del suo affetto e incoraggiamento.

## Trama
La storia riprende nel punto in cui era stata lasciata, al termine del romanzo Anna dai capelli rossi.
Anna Shirley, l'orfana accolta a Green Gables dai due fratelli Cuthbert anni prima, è ormai cresciuta e dopo la morte di Matthew ha deciso di rimanere accanto a Marilla, sua madre adottiva, rinunciando a proseguire gli studi. La ragazza e il suo amico Gilbert Blythe (segretamente innamorato di lei) diventano pian piano il centro della comunità di Avonlea e si fanno promotori - insieme agli altri giovani del villaggio - del Circolo ricreativo e l'Associazione per il Miglioramento di Avonlea, istituzioni impegnate nel rinnovamento dell'ambiente provinciale della comunità.
Passata l'estate, Anna inizia il suo primo anno come insegnante presso la scuola di Avonlea, dove adotta metodi di insegnamento innovativi, basati non sulle punizioni corporali ma sul dialogo con gli alunni. Nonostante tenti di essere neutrale e di non avere preferenze tra i bambini ai quali insegna, Anne rimane molto colpita dal piccolo Paul Irving, che lei definisce "un genio". In lui si ritrovano non pochi aspetti della piccola Anna descritta nel primo romanzo: Paul Irving è precoce, intelligente e dotato di un'enorme fantasia.
Intanto a Green Gables arrivano Davy e Dora, due gemelli di otto anni rimasti orfani e adottati da Marilla. Anna ci sa fare con i bambini, ma l'esuberanza di Davy e la sfrontatezza di Antony Pye, un suo alunno, metteranno a dura prova la sua pazienza.
Diana Barry, grande amica di Anna, si fidanza con Fred Wright, un agricoltore del posto. Anna ci rimane male e in cuor suo ritiene avventata la scelta di Diana, visto che Fred non risponde all'ideale romantico che lei e Diana cercavano nella loro adolescenza. In ogni caso Anna è felice per l'amica, anche se è certa che per lei le cose saranno diverse e che non tradirà i suoi sogni romantici né la ricerca del suo Principe Azzurro.
Passano due anni, Anna e Gilbert, entrambi insegnanti, stanno risparmiando i soldi per poter frequentare in futuro l'università. Anna però sa che non potrà mai lasciare sola Marilla con due bambini piccoli da allevare: per lei poter proseguire gli studi rimane solo un sogno. Un giorno avviene una svolta improvvisa: Thomas Lynde, il marito di Rachel, vicina e amica di Marilla, muore dopo una breve malattia. Rachel, che non può restare a casa da sola, pensa inizialmente di andare a vivere con la figlia, ma è molto addolorata di lasciare Avonlea. Marilla, dopo averne discusso con Anna, decide di ospitare Rachel a Green Gables. Ora Marilla non è più sola ad occuparsi dei gemelli e Anna è libera di andare a studiare all'università.
Anche Gilbert decide di frequentare l'università e i due ragazzi si apprestano a lasciare Avonlea per quattro lunghi e duri anni di studio. Durante una passeggiata prima della partenza, mentre Anna e Gilbert stanno parlando, per un istante si solleva un velo sulla coscienza della ragazza, che di colpo vede in Gilbert non più il suo grande amico, ma forse qualcosa di diverso. Come si era sollevato, il velo ricade e tutto apparentemente torna come prima, ma Gilbert, visto l'improvviso imbarazzo e il rossore sul volto di Anna, capisce che forse in futuro potrà conquistare l'amore della ragazza.

## Adattamenti televisivi
Anne di Avonlea e i due successivi romanzi della serie Il baule dei sogni e La casa dei salici al vento sono alla base della miniserie televisiva canadese Anna dai capelli rossi - Il sequel (CBC 1987), reperibile su DVD anche in lingua italiana.

## Edizioni
- Lucy Maud Montgomery, L'età meravigliosa, traduzione di Maria Luisa Righi, collana Corticelli, Milano, Mursia, 1983,  p. 245, ISBN 88-425-1724-0.
- Lucy Maud Montgomery, Anna di Avonlea, traduzione di Ilaria Isaia, e-book, Il Gatto e La Luna, 2013, ISBN 978-88-96104-19-4.
- Lucy Maud Montgomery, Anne di Avonlea, traduzione integrale e a cura di Enrico De Luca, Lettere Animate, 2019.